# Рациария
Рациария (на латински: Colonia Ulpia Ratiaria) е античен град край река Дунав, съществувал по времето на Римската империя. Развалините на града се намират на 27 км югоизточно от Видин, 28 км западно от Лом, 2 км западно от днешното село Арчар, област Видин.
Вероятно градът възниква през втората половина на I в. при управлението на Веспасиан (69 – 79). В чест на успешния завършек на втората дакийска война през 106 г. император Траян дава на града титлата Колония. След административната реформа на Диоклециан от края на III в. градът става столица на провинция Крайбрежна Дакия. Рациария съществува до 586 г., когато според Теофилакт Симоката е разрушен от аварите.

## Местоположение
Останките от античния град се намират на запад от с. Арчар в местността Калето. Градът заема висока незаливна тераса в близост до брега на река Дунав. От изток и от юг е обграден от река Арчарица. Големината на терасата е около 60 хектара и е на 30 – 40 м над нивото на реката. Местоположението на града е известно още от първите векове на I хилядолетие. Клавдий Птолемей в своята „География“ през II в. споменава Рациария Мизийска. По-късно през IV в. градът попада в Певтингеровата карта, която е по образец от II в., както и в пътеводителя на император Антонин Пий.

## Наименование
Името на града произлиза от лат. ratis – „сал“, „кораб“, „лодка“., или от ratiaria – „вид кораб“ Самото наименование определя неговото първоначално значение като важно място за корабоплаването по река Дунав и за преминаване на реката – в Рациария е имало база на римския военен речен флот.
Интересен факт е, че имената само на 2 селища от Дунавския лимес са свързани с речното плаване: Ratiaria и Sexaginta Prista (Сексагинта Приста – „Пристанище на 60 кораба“) в Русе.

## История
Colonia Ulpia Traiana Ratiaria се споменава за първи път в надпис от 125 г. – най-ранното точно датирано писмено сведение, в което се споменава неговото име.
Кога е възникнал живота на това място не се знае със сигурност. Отделни находки от латенската епоха сочат, че областта е била населявана преди римското завоевание. При сондажните разкопки, провеждани в Рациария, не са открити следи от предримското селище. Известно е, че това селище е било разположено в областта на мизите, едно от най-значителните племена в Северна България, живяло тук и преди новата ера.
Важен преломен момент в историята на Рациария са годините на Веспасиан (69 – 79). Издигането на града през този период е свързано и с големите грижи на Веспасиан по укрепяването на долнодунавския лимес и по организирането на дунавската флотилия.
Има данни, че около края на 1 век в Рациария е настанен за известно време IV Флавиев легион и помощни войски. Към 2 век се отнасят и немалък брой надписи, от които могат да се направят и някои наблюдения върху характера на населението: цивилно население от военен и невоенен произход – италийци и перегрини. Според Пътеводителя на Антонин в града е разквартирован римският XIV двоен легион (leg. XIIII GG).
Особено място заемат италийските преселници от цивилен произход, както и членове на муниципалната аристокрация от източен произход. Много благоприятни възможности е имало за развитието на земеделието. Открит надпис на рядкото божество Палес, донесено от италийски преселници, разкрива активна земеделска дейност. Откриваните надгробни надписи из различни места на територията на Рациария, надписи, които принадлежат на членове на градската аристокрация, отбелязват всъщност съществуването на отделни поземлени имения. Това са били важни центрове на земеделско производство, притежания на членове на градската аристокрация. Някои от тях са били ветерани. Известна част са били обработвани и с роби.
По времето на принципата, Рациария има статут на колония в римската провинция Горна Мизия.
Рациария се развива и като голям център на занаятчийското производство. От града и неговата околност произхождат стотици предмети (на златарството, бронзолеярството и др.). Златните и сребърните накити, произхождащи от Рациария, показват редица сходства в техниката и начина на украсата с други подобни предмети, намирани в други краища на Северна България. От Рациария произхождат доста предмети от стъкло, кост, не малко геми и камеи, но доколко те са внасяни отвън или изработвани на място, трудно би могло да се твърди при сегашното състояние на проучването върху тези материали.
- Находки от Рациария, експонати на Историческия музей „Конака“, Видин

Значителното ниво на земеделското и занаятчийското производство в Рациария и нейната територия, както и благоприятното и кръстопътно местоположение, обусловили нейното значение и като търговско средище. През града е минавал крайдунавски път – от Сингидунум покрай Дунав до делтата на реката и оттам по Черноморското крайбрежие чак до Византион. През Рациария са вървели естествените пътища от Траянова Дакия за Италия, не само пътнически съобщения, но и превоз на стоки. Оттук е била транспортирана и солта на Седмиградско. Социалните отношения в Рациария не правят някакви изключения от общественото развитие на другите градове в римските провинции (през II-III в.).
Съществуват данни за не малък брой роби, заети в селското стопанство. Градът се е управлявал от градска аристокрация. През II-III в. Рациария се издига не само като най-значителния център в Източните области на Горна Мизия, но и в цяла Северна България. Доказателство за развитието на града са намерените при разкопки архитектурни фрагменти, скулптури, надгробни плочи и надписи, саркофази. Особено място сред скулптурните творби в Рациария заема една мраморна статуя на почиващ Херкулес (Херакъл) с височина 41 cm. Скулптурните паметници от Рациария са много изящни, отличават се с високи художествени качества и разкриват добре развита и напреднала школа. Като добавим и значителния брой запазени творби, какъвто не е засвидетелствуван никъде другаде в Северна България, се разбира колко голямо е било значението на Рациария като художествен център. Из разкопаните частично късноантични сгради две заслужават по-особено внимание: в едната е открит земеделски инвентар, глинени лампи, предмети от бита, монети от средата на 6 век, а другата е част от монументална сграда с мозаичен под и е твърде вероятно да е християнска базилика. Водата за Рациария е идвала от големия извор в м. Жидовец на 6 – 7 км в югозападна посока. Следи от водопровода се откриват по цялото протежение на пътя между тази местност и селото. Систематизирането на известното върху историята и материалната култура на римския град Улпия Рациария показва голямото му значение като най-богат градски център не само в провинцията, но и в цялата част на долнодунавския басейн.
По костни останки са установени 18 вида диви и домашни животни, предмет на лов или животновъдство. Най-многобройни са тези от домашните животни – говедо, овца, коза, кокошка и свиня. Според палеоорнитолога проф. Златозар Боев интерес представляват находките от изчезналия в страната див колхидски фазан (Phasianus colchicus colchicus), както и тези на крайно редкия днес белоглав лешояд (Gyps fulvus).
В писмените извори не се съдържат данни за опустошения на града по време на т.нар. „варварски“ нашествия на Балканите в средата на III в. и по времето на император Диоклециан Рациария става главен град на новосъздадената провинция Крайбрежна Дакия. Предвид граничното положение на града военното присъствие е значително, като от Апулум (дн. Алба Юлия в Румъния) в Рациария са преместени основните части от XIII Близначен легион (Legio XIII Gemina).

## Проучвания
Първият, който обръща сериозно внимание на античния град, е австрийският изследовател Феликс Каниц през 1860-те години. Позовавайки се на Клавдий Птолемей и Певтингеровата карта, пръв съобщава: „значителен град ще да е изпадал до толкоз и ще да е оставял толкова малко следи от стария си блясък, какъвто е случаят със сегашния Арчар, някогашната римска величествена и прочута Рациария“. Около три десетилетия по-късно, в самия край на века, Вацлав Добруски посещава останките на някогашната провинциална столица с цел събиране на археологичен материал. Същият прави и описание на акведукта и дава информация за различни архитектурни структури в хинтерланда на античния град. През 1900 г. Борис Дякович също обръща внимание на града, като прави някои доуточнения на описанията на Вацлав Добруски.
Първата публикация изцяло върху историята на Рациария излиза от печат през 1911 г. и тя е дело на Никифор Неделев. Кръгът от учени, които се занимават с изследването на паметници от римския град, през първата половина на XX в. е допълнен от Иван Велков, Богдан Филов и Георги Кацаров.
От средата на XX в. археологическите публикации се стремят към по-голяма научна достоверност. От 1965 г. е единствената студия, проследяваща според извори историята на града от неговото създаване до края на VI в. Тя е дело на проф. Велизар Велков, под чието ръководство са разчистени и допроучени останките от разрушения некропол в местността Парлозите. В същия период Борис Геров прави изследване, обхващащо етническия и социален състав на населението, както и икономическото развитие на града през I-III век.
В периода 1958 – 1968 г. се провеждат частични разкопки с известно прекъсване, организирани от видинския музей и в частност от тогавашната директорка Йорданка Атанасова. Поради липса на средства археологическите разкопки са прекратени през 1968 г. В края на 1970-те години започва съвместна експедиция на български и италиански археолози от университета в Болоня начело с Дарио Джорджети и Мария Болини. Благодарение на италианските проучвателни започва и последователното излизане на сборника Ratiariensia в 4 тома. Направено е въздушно заснемане на обекта, благодарение на което се получава информация за запазените архитектурни структури. Мария Болини събира и систематизира всичката строителна керамика. Тя обособява няколко групи според печатите, като има такива съдържаща името на императора, военна част, майстора или ателието, в което е направена.
Друго значително откритие е проучената резиденция на провинциалния управител на Крайбрежна Дакия от Георги Кузманов през 1980-те години. Комплексът е датиран IV – VI в., като има значително преустройство през V век.
През 1991 г. поради настъпилите политически промени финансирането на археологическите разкопки е спряно. Оттогава следва криминалната хроника на археологическия обект. Поради нехайството на отговорните институции единствено иманярите се възползват от ценните артефакти на античния град. След 20-годишно прекъсване, оформящо може би най-тъжния период в историята на античния град, в който той е системно ограбван, ежегодните археологически разкопки са възстановени от НАИМ към БАН с ръководител Здравко Димитров от 2013 г.